# Monchy British Cemetery
Monchy British Cemetery is een Britse Militaire begraafplaats met gesneuvelden uit de Eerste Wereldoorlog, gelegen in het Franse dorp Monchy-le-Preux (Pas-de-Calais). De begraafplaats ligt aan de Allée d'Autriche op 1.300 m ten westen van het dorpscentrum (gemeentehuis). Ze werd ontworpen door Edwin Lutyens en heeft een rechthoekig grondplan met een oppervlakte van 2.506 m² en wordt omgeven door een bakstenen muur. De toegang bestaat uit twee vierkante zuilen in witte steen met daartussen twee paaltjes. Op de aslijn van de toegang staat de Stone of Remembrance geflankeerd door een boogvormige doorgang en een gelijkaardige bouwwerk maar afgesloten door een nis, beiden afgewerkt met een driehoekig fronton. Het Cross of Sacrifice staat centraal achteraan geplaatst tussen de perken I en II. De begraafplaats wordt onderhouden door de Commonwealth War Graves Commission.
Er worden 581 doden herdacht waaronder 58 niet geïdentificeerde.

## Geschiedenis
Het dorp had een strategische positie ten gevolge van zijn hogere ligging en werd tijdens de Slag bij Arras op 11 april 1917 bezet door Britse troepen. Onmiddellijk werd de begraafplaats gestart om als frontlijnbegraafplaats gebruikt te worden. Dit bleef zo tot maart 1918 toen het Duitse lenteoffensief losbarstte en het dorp in hun handen viel. Het dorp werd heroverd door het Canadian Corps op 26 augustus daaropvolgend waarna de begraafplaats opnieuw gebruikt werd. De graven werden gegroepeerd per divisie die aan de slag deelnamen.
Onder de geïdentificeerde slachtoffers zijn er 500 Britten en 23 Canadezen. Enkele doden worden met een Special Memorial herdacht omdat hun graven niet meer gelokaliseerd konden worden en men aanneemt dat ze zich onder een naamloos graf bevinden.

## Onderscheiden militairen
- John Sutherland, majoor bij de Canadian Infantry werd onderscheiden met de Distinguished Service Order (DSO).
- Franklin Walter Ott, kapitein bij de Canadian Infantry en Daniel Lionel Teed, luitenant bij de Canadian Field Artillery werden onderscheiden met het Military Cross (MC).
- William Edward Hobday, onderluitenant bij de Rifle Brigade werd tweemaal onderscheiden met de Distinguished Conduct Medal (DCM).
- A.L. Guise, korporaal bij de Royal Fusiliers werd onderscheiden met de Distinguished Conduct Medal en de Military Medal (DCM, MM).
- Frederick William Greening, sergeant bij de Royal Fusiliers werd onderscheiden met de Distinguished Conduct Medal (DCM).
- de sergeanten H. Eccles en P. Lamb, de korporaals G.R. Brooks, W. Knights, William Morris, V. Peerless en Thomas Robertson, schutter John Alfred Stone en de soldaten David Phillpott, C.J. Hopkins en Douglas D'Arcy Sullivan ontvingen de Military Medal (MM).